# Гранітне (Баштанський район)
Гранітне (до 2016 року — Незаможник) — селище в Україні, у Казанківській селищній громаді Баштанського району Миколаївської області. Населення становить 21 особу.
19 травня 2016 року селище Незаможник було перейменоване на Гранітне.